# 砂川幸子
砂川 幸子（すなかわ さちこ）は、日本の演出家、舞台監督。日本演出者協会会員。音響芸術専門学校非常勤講師。

## 略歴
慶應義塾（幼稚舎、中等部、女子高等学校、文学部国文学科）卒業。在学中に、STEPS Musical Companyを設立。初回の作・演出をつとめる。
1991年、東宝株式会社演劇部入社。2001年、文化庁在外派遣研修員としてアメリカ・ニューヨークへ留学。Roundabout Theatre Companyにて、プロダクション、キャスティング、ジェネラル・マネージメントを学ぶ。帰国後、東宝に復帰。

## 代表的な作品

### 演出作品（演出・台本作品含）
- 『Forbidden Colors』（三島由紀夫原作／ラ・ママ@ニューヨーク）
- 『ガラスの動物園』（tpt）
- 『ミッドナイト・ガーデン』（グレーテル座）
- 『フォラジェリーと聖なる城』（杉並区ミュージカル・プール）
- 『バイ・バイ・バーディ』（千葉県声楽アカデミー）
- 『オレンジ・トム』
- 『Last Dance, First Song』
- 『やや無常』
- 『橋からの眺め』

など多数

### 演出助手
- 『ナイン』（デヴィッド・ルヴォー演出）
- 『お気に召すまま』（マイケル・メイヤー演出）
- 『キス・ミー・ケイト』（上島雪夫演出）
- 『ニューブレイン』（上島雪夫演出）
- 『細雪』（水谷幹夫演出）
- 『フィーダシュタント』（LDH）
- 『アドレナリンの夜』（TBS）
- 『魔女の宅急便（2024）』（フジテレビ）

など多数

### 演出部
- 『レ・ミゼラブル』（ジョン・ケアード演出）
- 『ミス・サイゴン』（ニコラス・ハイトナー演出）
- 『サウンド・オブ・ミュージック』（宮本亜門演出）
- 『エニシング・ゴーズ』（宮本亜門演出）
- 『フォーティーセカンド・ストリート』（青井陽治演出）
- 『ブラッド・ブラザース』（グレン・ウィルフォード演出）
- 『ネクスト・トゥ・ノーマル』（マイケル・グライフ演出）

など多数

### 舞台監督
- 『シー・ラヴズ・ミー』（錦織一清演出）
- 『ガイズ&ドールズ』（菅野こうめい演出）
- 宝塚歌劇作品

など多数